# USS Merrimack (1855)
El USS Merrimack, también incorrectamente Merrimac, era una fragata de vapor, mejor conocida como el casco sobre el que se construyó el acorazado buque de guerra CSS Virginia durante la Guerra Civil Estadounidense. El CSS Virginia luego participó en la Batalla de Hampton Roads (también conocida como "la Batalla del Monitor y el Merrimack") en el primer enfrentamiento entre buques de guerra acorazados.

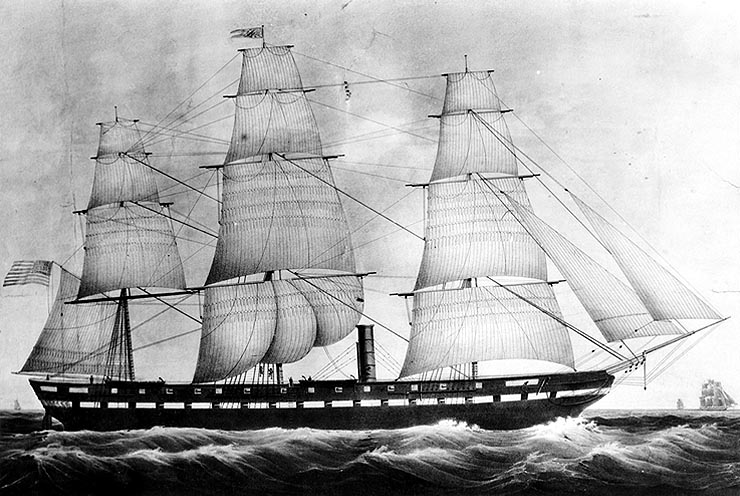
USS Merrimack; Grabado de L.H. Bradford & Co., según un dibujo de G.G. Pook

Merrimack fue la primera de las seis fragatas helicoidales (fragatas de vapor impulsadas por hélices helicoidales) iniciadas en 1854. Como otras de su clase (Wabash, Roanoke, Niagara, Minnesota y Colorado), recibió su nombre de un río. El Merrimack se origina en New Hampshire y fluye a través de la ciudad de Merrimac, Massachusetts, a menudo considerada una ortografía más antigua que a veces ha causado confusión en el nombre.

## Historia

### Creación
El Merrimack fue lanzado por el Boston Navy Yard el 15 de junio de 1855; patrocinado por la señorita Mary E. Simmons; y comisionado el 20 de febrero de 1856, el capitán Garrett J. Pendergrast al mando. Fue el segundo barco de la Armada en llevar el nombre del río Merrimack.

### Servicio
Los cruceros Shakedown llevaron la nueva fragata helicoidal al Caribe y Europa Occidental. El Merrimack visitó Southampton, Brest, Lisboa y Toulon antes de regresar a Boston y desmantelarse el 22 de abril de 1857 para reparaciones. El Merrimack, que volvió a poner en servicio el 1 de septiembre de 1857, partió del puerto de Boston el 17 de octubre como buque insignia del Escuadrón del Pacífico. Rodeó el Cabo de Hornos y navegó por la costa del Pacífico de América del Sur y Central hasta que se dirigió a casa el 14 de noviembre de 1859. Al regresar a Norfolk, fue dado de baja el 16 de febrero de 1860.

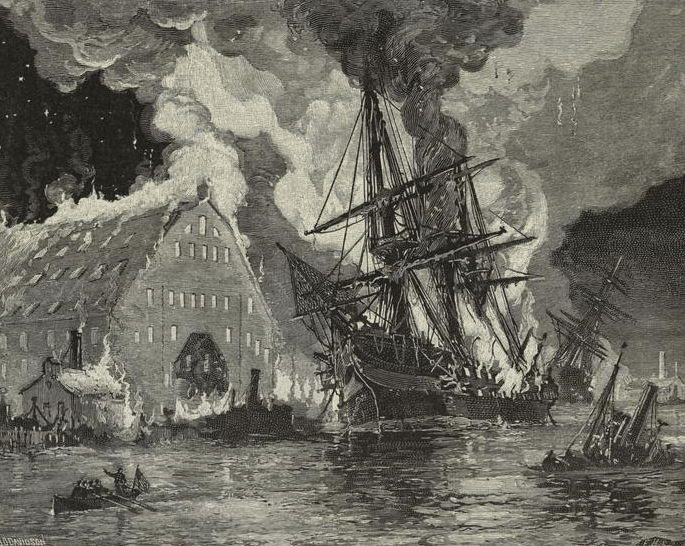
Los federales queman el Merrimack.

Merrimack todavía estaba en condiciones normales durante la crisis que precedió a la inauguración de Lincoln. Poco después de convertirse en secretario de la Marina, Gideon Welles tomó medidas para preparar la fragata para el mar, planeando trasladarla a Filadelfia. El día antes del tiroteo en Fort Sumter, Welles ordenó que "se ejerza una gran vigilancia en la vigilancia y protección" de Norfolk Navy Yard y sus barcos. En la tarde del 17 de abril de 1861, el día en que Virginia se separó, el ingeniero en jefe B. F. Isherwood logró encender los motores de la fragata; pero la noche anterior los secesionistas habían hundido botes ligeros en el canal entre Craney Island y Sewell's Point, bloqueando el Merrimack. El 20 de abril, antes de evacuar el Navy Yard, la Marina de los Estados Unidos quemó el Merrimack hasta la línea de flotación y la hundió para evitar su captura.
La Confederación, que necesitaba desesperadamente barcos, reflotó al Merrimack y la reconstruyó como un ariete acorazado, de acuerdo con un diseño preparado por el teniente John Mercer Brooke, CSN. Encargado como CSS Virginia el 17 de febrero de 1862, el acorazado era la esperanza de la Confederación para destruir los barcos de madera en Hampton Roads y poner fin al bloqueo de la Unión que ya había obstaculizado seriamente el esfuerzo de guerra de la Confederación.